# Louis de Bonald

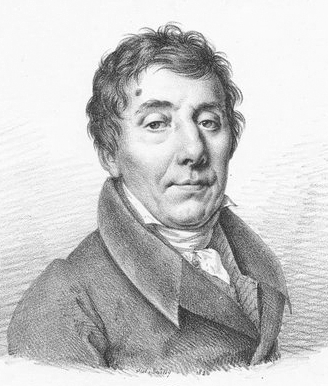
Louis Gabriel Ambroise de Bonald.

Louis Gabriel Ambroise, vicomte de Bonald (Millau, 2 oktober 1754 – Millau, 23 november 1840) was een Frans politicus, schrijver en filosoof.

## Leven
Louis de Bonald werd geboren in het familiekasteel te Monna dicht bij Millau in het departement Aveyron op 2 oktober 1754. Hij was afkomstig uit een familie van juristen en studeerde aan het collège des Oratoriens van Juilly.
Hij diende in het korps van de musketiers tot dit ontbonden werd in 1776. In datzelfde jaar huwde hij met Elizabeth de Combescure, een meisje uit de streek. In 1785 werd hij benoemd tot burgemeester van Millau. Toen de Franse Revolutie uitbrak sympathiseerde Bonald daar aanvankelijk mee. Hij werd in 1790 herkozen als burgemeester van Millau. Enkele maanden later moest hij die positie opgeven omdat hij gekozen werd in de kort daarvoor gecreëerde volksvergadering van het departement Aveyron, waarvan hij voorzitter werd.
De onderschikking van de Franse katholieke kerk aan het revolutionaire regime stuitte hem echter tegen de borst. Hij nam in januari 1791 ontslag uit zijn functies, uit protest tegen de grondwettelijke eed van de priesters die hij consequent had geweigerd af te nemen.
Bonald emigreerde in 1791 naar Duitsland en sloot zich aan bij het emigrantenleger van de contrarevolutionaire prins Louis V Joseph de Bourbon-Condé, om zich uiteindelijk te vestigen in Heidelberg. Daar ontwikkelde hij zich als schrijver met een reactionaire visie op de maatschappij. Hij gaf in 1796 zijn werk Théorie du Pouvoir politique et religieux dans la Société civile (Theorie van de politieke en religieuze macht in de burgermaatschappij) uit te Konstanz.
Tijdens het Directoire keerde Bonald terug naar Frankrijk. In 1800 publiceerde hij zijn Essai analytique sur les Lois naturelles de l’Ordre social (Analytisch essay over de natuurlijke wetten van de sociale orde). In 1801 bepleitte hij de onontbindbaarheid van het huwelijk. Tijdens het Consulaat drukte hij zijn monarchistische ideeën uit in het weekblad le Mercure de France. In 1802 publiceerde hij De la Législation primitive considérée dans les derniers Temps par les Lumières de la Raison. Vanaf 1810 wisselde Bonald ideeën uit met andere ultramontane denkers. Dit weerhield hem er overigens niet van in 1810 onderwijsadviseur van Napoleon te worden. Tijdens de Restauratie wierp Bonald zich op als de theoreticus van de ultraroyalistische oppositie. In 1815 werd hij verkozen tot volksvertegenwoordiger van het departement Aveyron. Hij beschouwde echtscheiding als 'revolutionair vergif' en diende in 1816 een wet in die echtscheiding onmogelijk maakte; scheiding van tafel en bed bleef wel mogelijk. Deze wet werd aangenomen en bleef tot 1884 van kracht. In 1822 werd Bonald voorzitter van het censuurcomité.
In 1816 werd Bonald in de Académie française gekozen. In 1818 publiceerde hij zijn Recherches philosophiques sur les premiers Objets des Connaissances morales en in 1827 een Démonstration du Principe constitutif des Sociétés.
Na de val van Karel X in 1830, de laatste van het huis Bourbon, weigerde Bonald trouw te zweren aan de nieuwe 'burgerkoning' Lodewijk Filips en trok hij zich terug in zijn kasteel in de Aveyron, waar hij tien jaar later op 86-jarige leeftijd overleed.

## Gedachtegoed
Louis de Bonald is gekant tegen de Franse Revolutie en is van mening dat haar fundamenten onjuist zijn. Hij gaat hiermee in tegen de theorie van het sociaal contract van Jean-Jacques Rousseau en de idee van het individualisme van de Verlichting. Niet het individu, maar de maatschappij in haar geheel is het belangrijkst. Autoriteit komt volgens Bonald niet voort uit de wil van het volk, maar van God, die zijn macht uitoefent via de koninklijke macht. De monarchie is de basis van de organisatie van de maatschappij. De koning wordt door de goddelijke macht aangewezen. De enige orde die de maatschappij nodig heeft, is diegene die door God werd ingesteld, want God heeft een orde gecreëerd die analoog is aan de orde die in het universum heerst, waarin God, koning en vader gezag uitoefenen. Een grondwet is dus niet nodig.
Louis de Bonald is daarmee een van de ferventste voorstanders van de absolute monarchie en men kan hem beschouwen als een van de ideologen en theoretici van die staatsvorm.

## Poldermodel
Volgens wetenschapper Roeland Audenaerde van de Universiteit Leiden is het poldermodel niet oer-Hollands zoals vaak wordt gesteld, maar is het bedacht door Bonald. Zijn ideeën zouden vervolgens in Nederland zijn geïntroduceerd door Herman Schaepman en Guillaume Groen van Prinsterer.

## Werken
- Théorie du Pouvoir politique et religieux dans la Société civile (1796)
- Essai analytique sur les Lois naturelles de l’Ordre social (1800)
- Du traité de Westphalie et de celui de Campo-Fromio (1801)
- Du divorce (1801), waarin Bonald zich uitspreekt tegen het toelaten van scheidingen.
- De la Législation primitive considérée dans les derniers Temps par les Lumières de la Raison (1802)
- Réflexions sur l'intérêt général de l'Europe (1815)
- Essai analytique sur les lois naturelles de l'ordre social  (1817)
- Pensées sur divers sujets et discours politiques (1817)
- Mélanges littéraires, politiques et philosophiques (1818)
- Observations sur un ouvrage de Mme de Staël sur la Révolution (1818)
- Recherches philosophiques sur les premiers Objets des Connaissances morales (1818)
- Législation primitive considérée par les lumières de la raison (1821)
- Opinion sur la loi relative à la censure des journaux (1821)
- De la chrétienté et du christianisme (1825)
- De la famille agricole et de la famille industrielle (1826)
- Démonstration du Principe constitutif des Sociétés (1827)

- Bibsys: 90606067
- Biblioteca Nacional de España: XX1133713
- Bibliothèque nationale de France: cb118927030 (data)
- Catàleg d'autoritats de noms i títols de Catalunya: 981058517150406706
- CiNii: DA02025760
- Gemeinsame Normdatei: 118661299
- International Standard Name Identifier: 0000 0001 2135 5415
- Library of Congress Control Number: n87933805
- Nationale Bibliotheek van Tsjechië: mzk2007401304
- Nationale bibliotheek van Australië: 36185340
- Nationale Bibliotheek van Israël: 987007273404805171
- Nationale Bibliotheek van Polen: a0000002758763
- Nederlandse Thesaurus van Auteursnamen: 06965333X
- Réseau des bibliothèques de Suisse occidentale: 02-A003022077
- Istituto Centrale per il Catalogo Unico: TO0V035111
- SNAC: w6kw8n90
- Système universitaire de documentation: 026737000
- Trove: 1225649
- Virtual International Authority File: 61542132
- WorldCat: E39PBJxGQwwRVqXWKfMd97rrMP